# Famars
Famars is een gemeente in het Franse Noorderdepartement (regio Hauts-de-France). De gemeente maakt deel uit van het arrondissement Valenciennes. De gemeente ligt ten zuiden van de stad Valenciennes. Famars telde op 1 januari 2022 2.459 inwoners.

## Geografie
De oppervlakte van Famars bedroeg op 1 januari 2022 4,73 vierkante kilometer; de bevolkingsdichtheid was toen 519,9 inwoners per km².

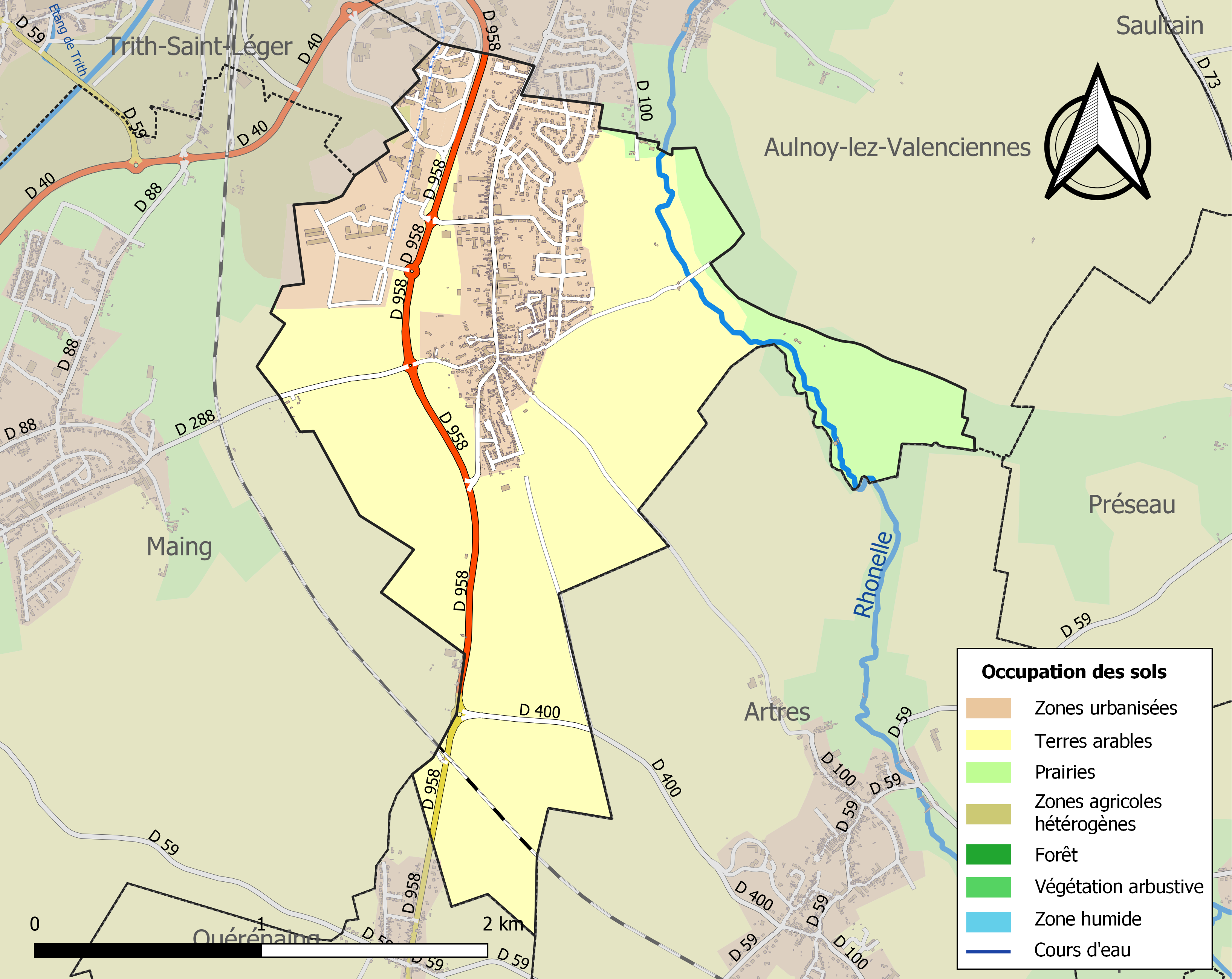
Kaart van de gemeente met belangrijkste infrastructuur, bodemgebruik en omliggende gemeenten

## Bezienswaardigheden
- De Église Notre-Dame de l'Assomption. De oude kerk werd op het eind van de Eerste Wereldoorlog, op 29 oktober 1918, verwoest. De nieuwe kerk werd gebouwd vanaf 1926 en in 1929 ingewijd.
- In Famars bevinden zich Gallo-Romeinse ruïnes, die in 1840 geklasseerd werden als monument historique. Andere overblijfselen werden in 2007 ingeschreven als monument historique.
- Famars Communal Cemetery Extension, een Britse militaire begraafplaats met een 40-tal gesneuvelden uit de Eerste Wereldoorlog.
- Het Kasteel van Famars

## Demografie
Onderstaande figuur toont het verloop van het inwonertal (bron: INSEE-tellingen).

## Verkeer en vervoer
Famars wordt bediend door de Tram van Valenciennes.